# Daucina
Daucina es un género de foraminífero bentónico de la subfamilia Ellipsoidininae, de la familia Ellipsoidinidae, de la superfamilia Pleurostomelloidea, del suborden Buliminina y del orden Buliminida. in Benthic Foraminifera en Benthos'90, Sendai (1990), Tokai University Press, 93-102.</ref> Su especie tipo es Daucina ermaniana. Su rango cronoestratigráfico abarca desde el Ypresiense (Eoceno inferior) hasta el Mioceno inferior.

## Discusión
Clasificaciones previas incluían Daucina en la subfamilia Pleurostomellinae de la familia Pleurostomellidae, y en el suborden Rotaliina del orden Rotaliida.

## Clasificación
Daucina incluye a las siguientes especies:
- Daucina ermaniana †
  - Daucina ermaniana obtusa †
- Daucina multicostata †